# Sarnowo (Lidzbark Warmiński)
Pour les articles homonymes, voir Sarnowo.
Sarnowo est un village polonais de la voïvodie de Varmie-Mazurie, dans le powiat de Lidzbark.